# CV-95
La CV-95 pertany a la Xarxa autonòmica de carreteres de la Generalitat Valenciana, uneix les poblacions d'Oriola i Torrevella. Inicia el seu recorregut a la població d'Oriola i finalitza a l'enllaç amb la N-332 junt a Torrevella.
La CV-95 pertany a la Xarxa de carreteres de la Generalitat Valenciana. El seu nom ve de la CV (que indica que és una carretera autonòmica del País Valencià) i el 95, és el número que rep la carretera, segons l'ordre de nomenclatures de les carreteres del País Valencià.
La CV-95 substitueix a les anteriors carreteres C-3323 que unia Oriola i Rojals, la carretera provincial A-332 que unia Bigastre amb Sant Miquel de les Salines i la A-351 que unia Sant Miquel de les Salines amb Torrevella.
És una carretera autonòmica, inicia el seu recorregut a la població d'Oriola, a continuació passa per les localitats de Bigastre i Sant Miquel de les Salines i finalitza el seu recorregut enllaçant amb la N-332 a Torrevella. Es tracta d'un eix viari que comunica Oriola amb la costa.